# Psegmatica pachnostola
Psegmatica pachnostola är en fjärilsart som beskrevs av Edward Meyrick 1930. Psegmatica pachnostola ingår i släktet Psegmatica och familjen vecklare. Inga underarter finns listade i Catalogue of Life.